# Müllersches Volksbad

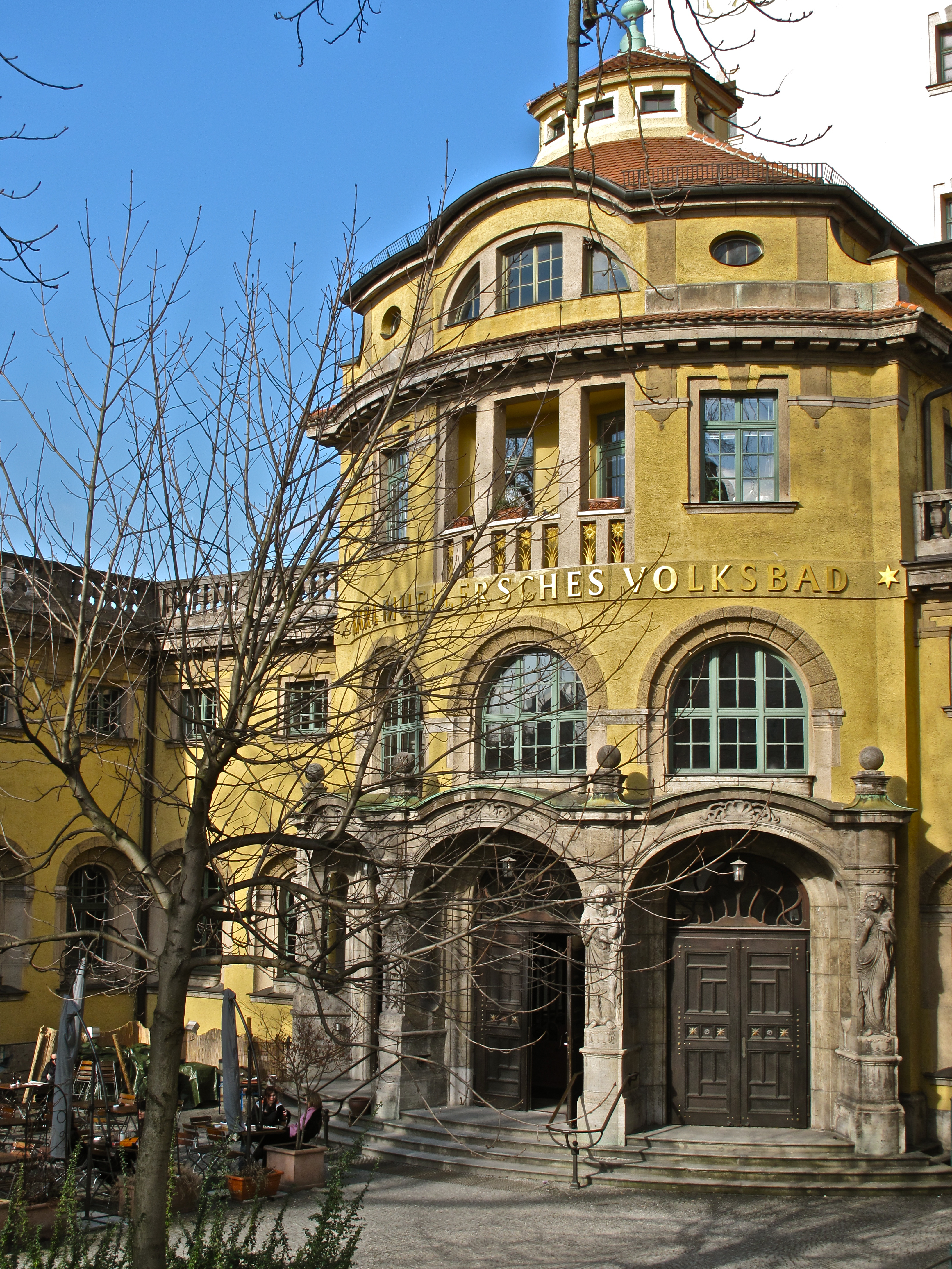
Cổng vào Müllersches Volksbad

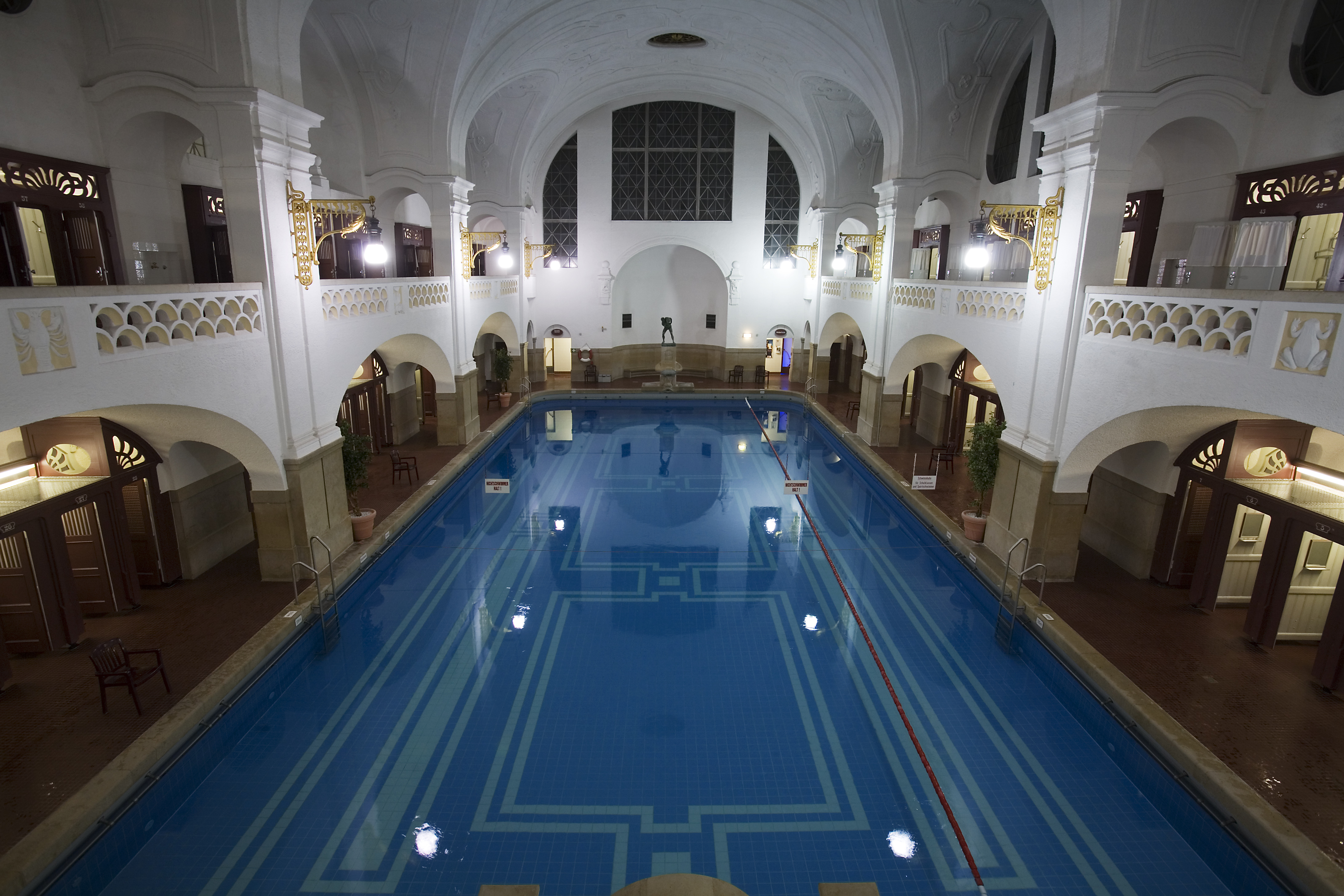
Bể tắm lớn ở Volksbad

Müllersches Volksbad (Bể bơi nhân dân của Müller) là một bể bơi trong nhà ở München, được điều hành bởi Stadtwerke München. Khi hoàn thành vào năm 1901, tòa nhà kiến trúc Tân Baroque Art nouveau là hồ bơi lớn nhất và đắt nhất thế giới vào lúc xây xong 1901 và là bể bơi công cộng đầu tiên ở München. Việc xây dựng được thực hiện nhờ đóng góp của kỹ sư München Karl Müller và được hình thành theo một thiết kế của Carl Hocheder.

## Mô tả
Hồ bơi nằm ở khu vực thành phố Au giữa sông Isar và Auer Mühlbach rất gần Viện bảo tàng Đức và Cầu Ludwig. Tòa nhà có một tòa tháp chứa nước dự trữ, mà giữ áp lực nước không thay đổi, và có hai hồ bơi. Bể lớn (31 × 12 m) ban đầu được gọi "Hồ Đàn ông", hồ nhỏ hơn khoảng 18 × 11 m phục vụ cho đến năm 1989 là hồ bơi dành cho phụ nữ. Cả hai hồ nằm cách nhau cùng một trục. Hồ bơi lớn có mái hình vòm gây nhiều ấn tượng. Bất thường cho những bể bơi hiện nay là những cabin bằng gỗ xung quanh hồ bơi và cung cấp truy cập trực tiếp đến các hồ. Kể từ khi xây dựng nó có phòng tắm hơi nước kiểu La Mã-Ailen, cho đến năm 1978 dưới hầm của một bồn tắm chó, cũng như ban đầu có 86 phòng tắm và 22 phòng tắm vòi sen. Sau khi bồn tắm và vòi sen gần như phổ biến ở các hộ gia đình cá nhân trên khắp nước trong thế kỷ 20, hồ bơi đóng cửa các phòng này chỉ giữ lại một bồn tắm nguyên thủy để triển lãm.